# Saint-Maurice-de-Cazevieille
Saint-Maurice-de-Cazevieille ist eine Gemeinde im französischen Département Gard in der Verwaltungsregion Okzitanien. Sie gehört zum Kanton Alès-3 und zum Arrondissement Alès. Nachbargemeinden sind Euzet und Saint-Jean-de-Ceyrargues im Norden, Baron und Collorgues im Osten, Castelnau-Valence im Süden,  Brignon, Boucoiran-et-Nozières und Cruviers-Lascours im Südwesten, Saint-Césaire-de-Gauzignan im Westen sowie Saint-Étienne-de-l’Olm und Saint-Hippolyte-de-Caton im Nordwesten.

## Bevölkerungsentwicklung
| Jahr      | 1962 | 1968 | 1975 | 1982 | 1990 | 1999 | 2008 | 2017 |
| --------- | ---- | ---- | ---- | ---- | ---- | ---- | ---- | ---- |
| Einwohner | 406  | 415  | 431  | 447  | 505  | 478  | 650  | 727  |